# 이루네
이루네(음력 1980년 3월 19일 ~ )는 대한민국의 가수다. 2023년 싱글 앨범 [당신과 함께한 지]로 데뷔했다.

## 방송
- 전국노래자랑 (2022) - 무안군 편 우수상
- 콘테스트M4 (2024) - 금상

## 음반
- 꽃중년 (2023)
- 황혼의 사랑 (2023)
- 당신과 함께한 지 (2023)
- 불타는 직방 디스코 (2023)
- 이보시게 (2024)
- 즐겨봐요 (2024)

## 수상
- 정의송 시월애 가요제 금상 (2023)
- 설운도 노래자랑 대상 (2022)
- 박달가요제 은상 (2021)
- 진도해변가요제 금상 (2021)
- 여수진남가요제 금상 (2021)
- 해남 오기택전국가요제 금상 (2021)
- 안산전국가요경연대회 대상 (2020)